# Lodovico Antonio Vincenzi
Lodovico Antonio Vincenzi (Modena, 1750 – Modena, 1822) è stato un traduttore e scrittore italiano.
Le sue traduzioni più note sono quelle dal latino dei Tristia di Ovidio, delle Georgiche di Virgilio, delle Odi di Orazio e quella del Ver-Vert ossia il Pappagallo... di Jean-Baptiste Gresset dal francese.
Scrisse anche il libretto dell'opera in due atti del musicista modenese Antonio Gandini, Erminia, rappresentata al Teatro Ducale di Modena nel 1818.
Fu apprezzato per le sue traduzioni eleganti in versi: Questi sono i primi versi della sua traduzione dei Tristia:
Ahi! chè al signor tuo misero- è d'irsene disdetto.

Va, ma incolto, qual d'esule- all'opra esser s'addice:

Al tempo confacevoli- le spoglie abbi, infelice.

Giacinti non ti pingano- col porporin lor suco:

A tue vicende flebili- ben non istà quel fuco.

Né minio faccia al titolo,- né cedro al foglio impronte,

Né portar corna candide- sulla offuscata fronte.

Non l'una e l'altra pagina- pomice fral polisca;

Ma scarmigliata ed ispida- tua chioma comparisca.»

## Scritti
- Poesie di Lodovico Antonio Vincenzi, 2 voll., Modena, dalla società tipografica, 1816.
- Erminia dramma serio in musica che si rappresenta nel Teatro di corte in Modena l'autunno dell'anno 1828. [La musica è del signor maestro Antonio Gandini direttore della musica di corte, e guardia nobile d'onore di S.A.R.], Modena, per gli eredi Soliani, 1828.

### Traduzioni
- Publio Virgilio Marone, Le Georgiche, tradotte in versi italiani da Lodovico Antonio Vincenzi, Modena, dalla stamperia tipografica, 1797-1798.
- Jean Baptiste L. Gresset, Ver-vert ossia Il pappagallo di m.r Gresset tradotto in versi italiani da Lodovico Antonio Vincenzi, Parma, co' tipi Bodoniani, 1803.
- Quinto Orazio Flacco, I due primi libri delle odi di Q. Orazio Flacco volgarizzati da Lodovico Antonio Vincenzi modenese, Modena, co' tipi degli eredi di Bartolomeo Soliani, 1805.
- Saggio di traduzioni di autori classici latini intraprese in lingua italiana da Lodovico Antonio Vincenzi modenese, Modena, co' tipi degli eredi di Bartolomeo Soliani, 1805.
- Gaio Sallustio Crispo, La guerra catilinaria scritta da Cajo Crispo Sallustio e volgarizzata da Lodovico Antonio Vincenzi modenese, Modena, co' tipi degli eredi di Bartolomeo Soliani, 1805.
- Gaio Giulio Fedro, Delle favole esopiane di Fedro liberto di Augusto libri cinque con appendice di 34 favole riportate dal burmanno ed altra di 32 pubblicate in Napoli nel 1811. Traduzione di Lodovico Antonio Vincenzi, Modena, per gli eredi Soliani tip. reali, 1818.
- Publio Ovidio Nasone, Tristium o delle querimonie, tradotte da Lodovico Antonio Vincenzi edizione ad uso delle pubbliche scuole degli stati estensi, Modena, dalla società tipografica, 1821.